# Villers (Vosges)
Villers ([viˈlɛʁ] ) ist eine französische Gemeinde mit 189 Einwohnern (Stand: 1. Januar 2022) im Département Vosges in der Region Grand Est. Sie gehört zum Arrondissement Neufchâteau (bis 2024 Épinal) und zum Gemeindeverband Mirecourt Dompaire. Die Bewohner werden Villerois und Villeroises genannt.

## Geografie
Die Gemeinde Villers liegt 32 Kilometer nordwestlich von Épinal im Hügelland zwischen Mosel und Madon. 81 Hektar der Gemeindefläche sind bewaldet. Nachbargemeinden von Villers sind Mazirot im Norden, Avillers im Nordosten, Vroville im Süden sowie Mirecourt im Westen.

## Geschichte
Das Dorf Villers ist in schriftlichen Dokumenten mindestens seit 1558 bekannt. In der Zeit des Ancien Régime gehörte Villers zur Bailliage Mirecourt, die Pfarrgemeinde unterstand dem Kapitel Remiremont.
Aus dem Jahr 1854 ist eine Cholera-Epidemie überliefert, die 20 Opfer forderte.
Das Mairie- und Schulgebäude stammt aus dem Jahr 1848, die Kirche wurde 1845 errichtet.

### Bevölkerungsentwicklung
| Jahr      | 1962 | 1968 | 1975 | 1982 | 1990 | 1999 | 2010 | 2022 |
| Einwohner | 124  | 125  | 118  | 186  | 231  | 214  | 224  | 189  |

Im Jahr 1841 wurde mit 292 Bewohnern die bisher höchste Einwohnerzahl ermittelt. Die Zahlen basieren auf den Daten von cassini.ehess und INSEE.

## Sehenswürdigkeiten
- Kirche Sainte-Menge
- monumentales Wegkreuz neben der Kirche aus dem 17. Jahrhundert, als Monument historique klassifiziert[4]

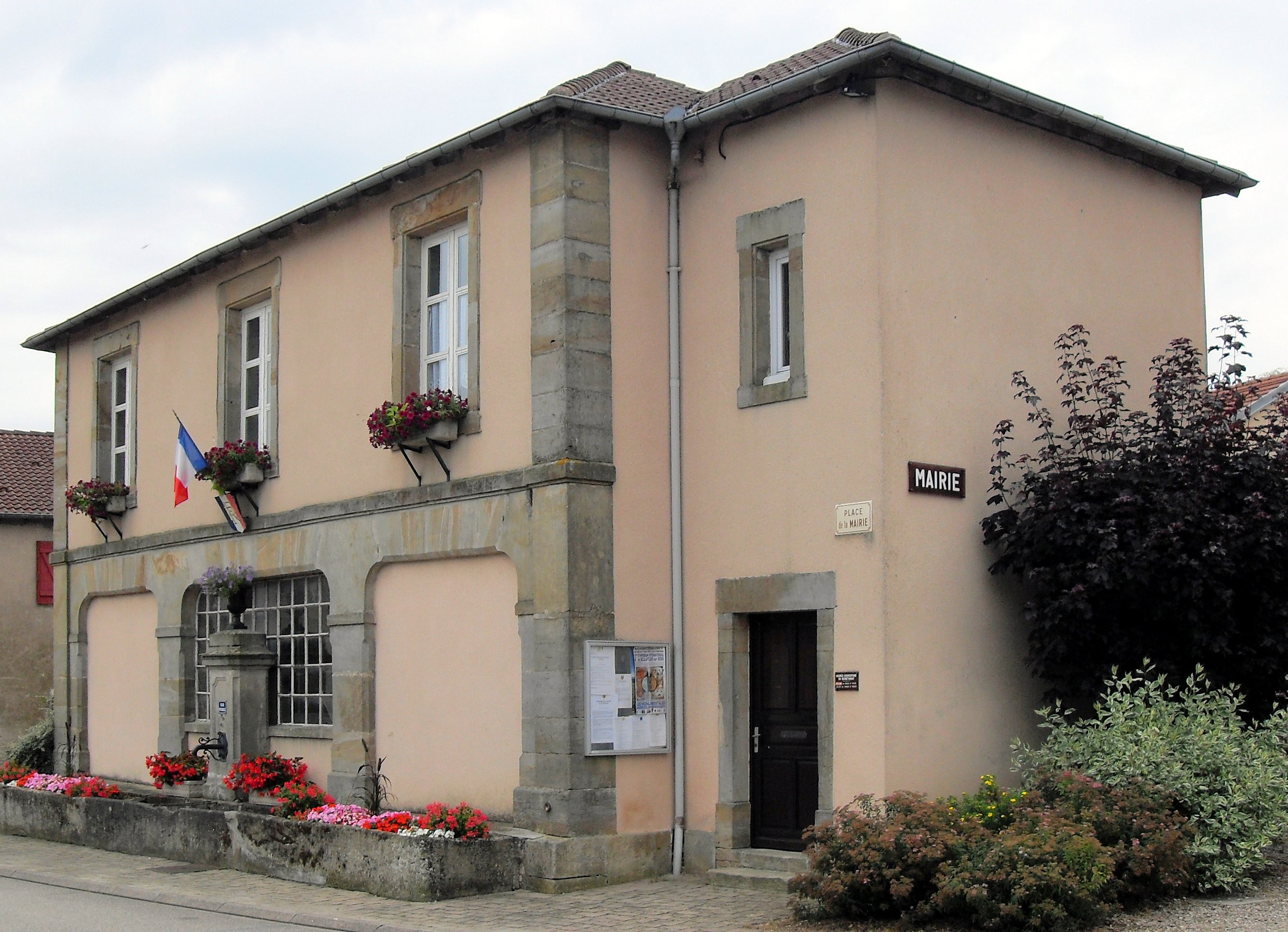
Rathaus Villers

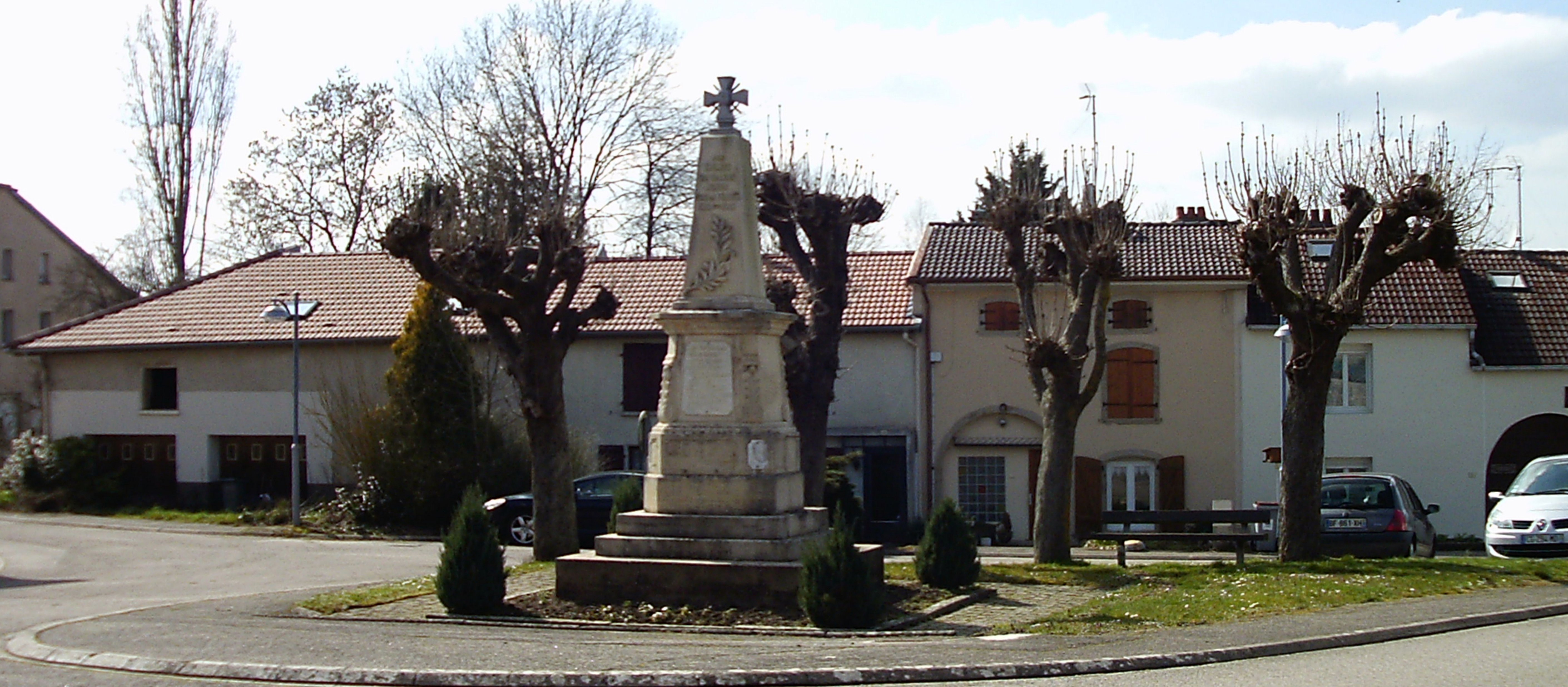
Gefallenendenkmal

- Kapelle von Rabiémont
- Gefallenendenkmal

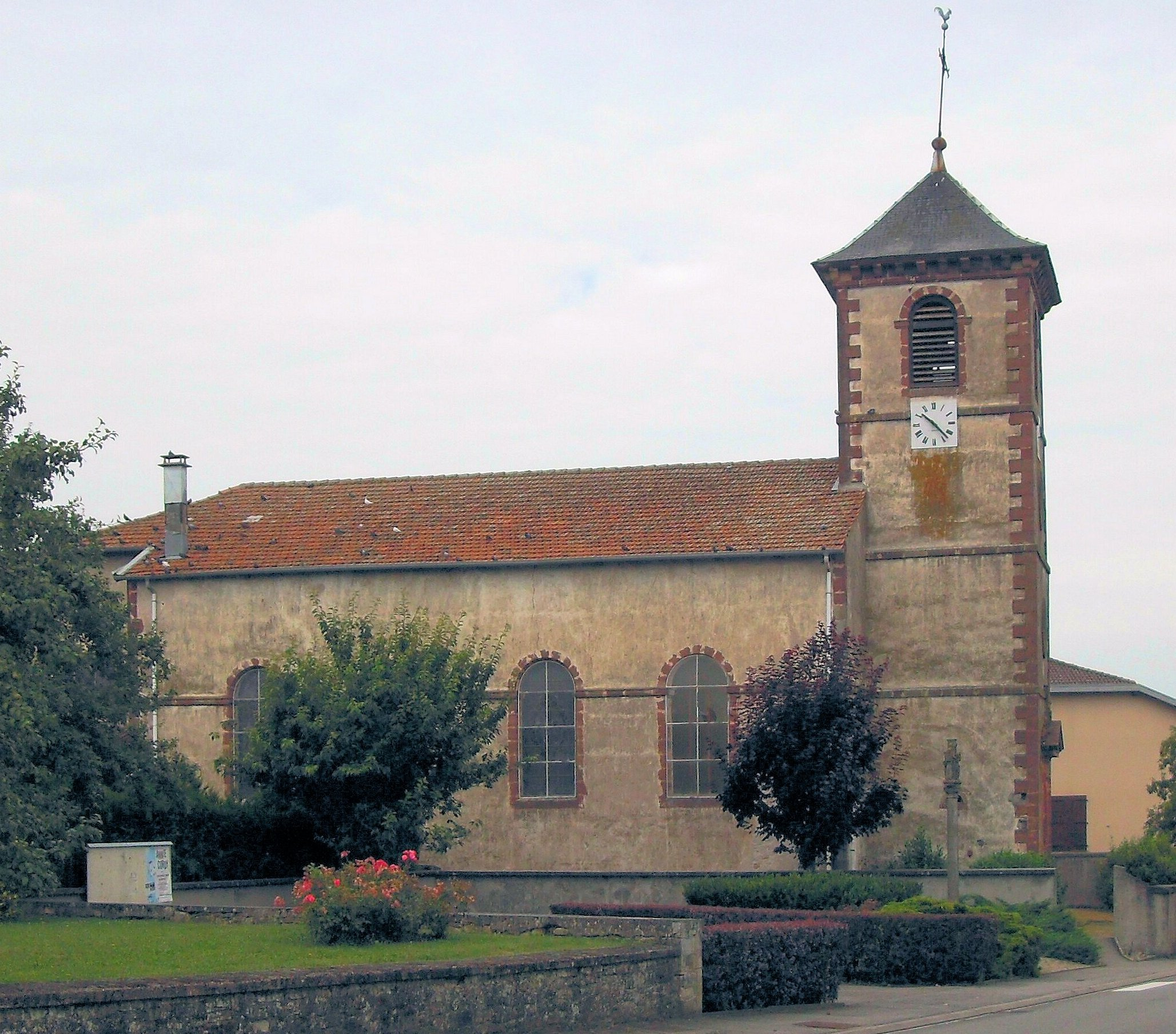
Ostseite der Kirche
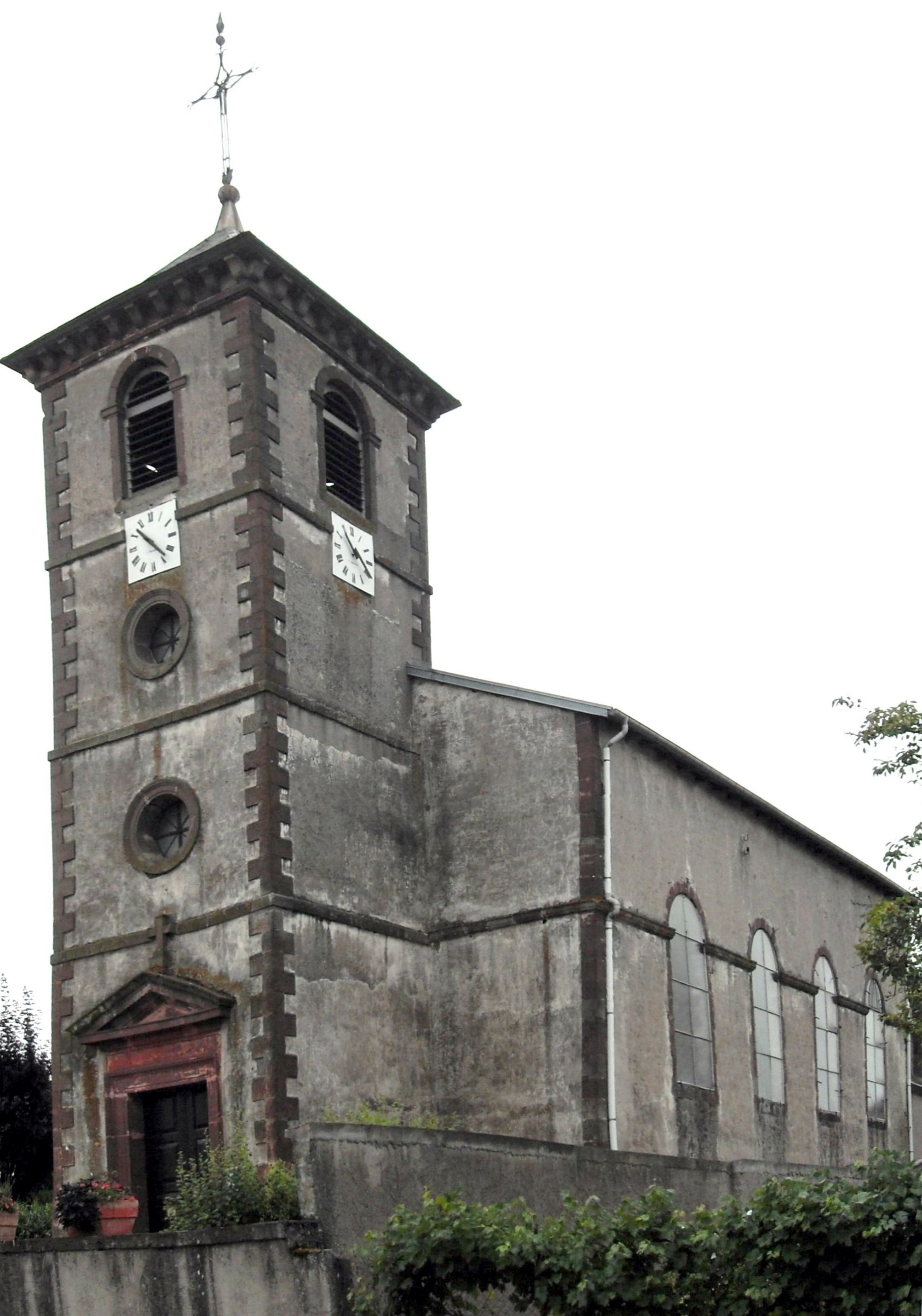
Nordwestseite der Kirche
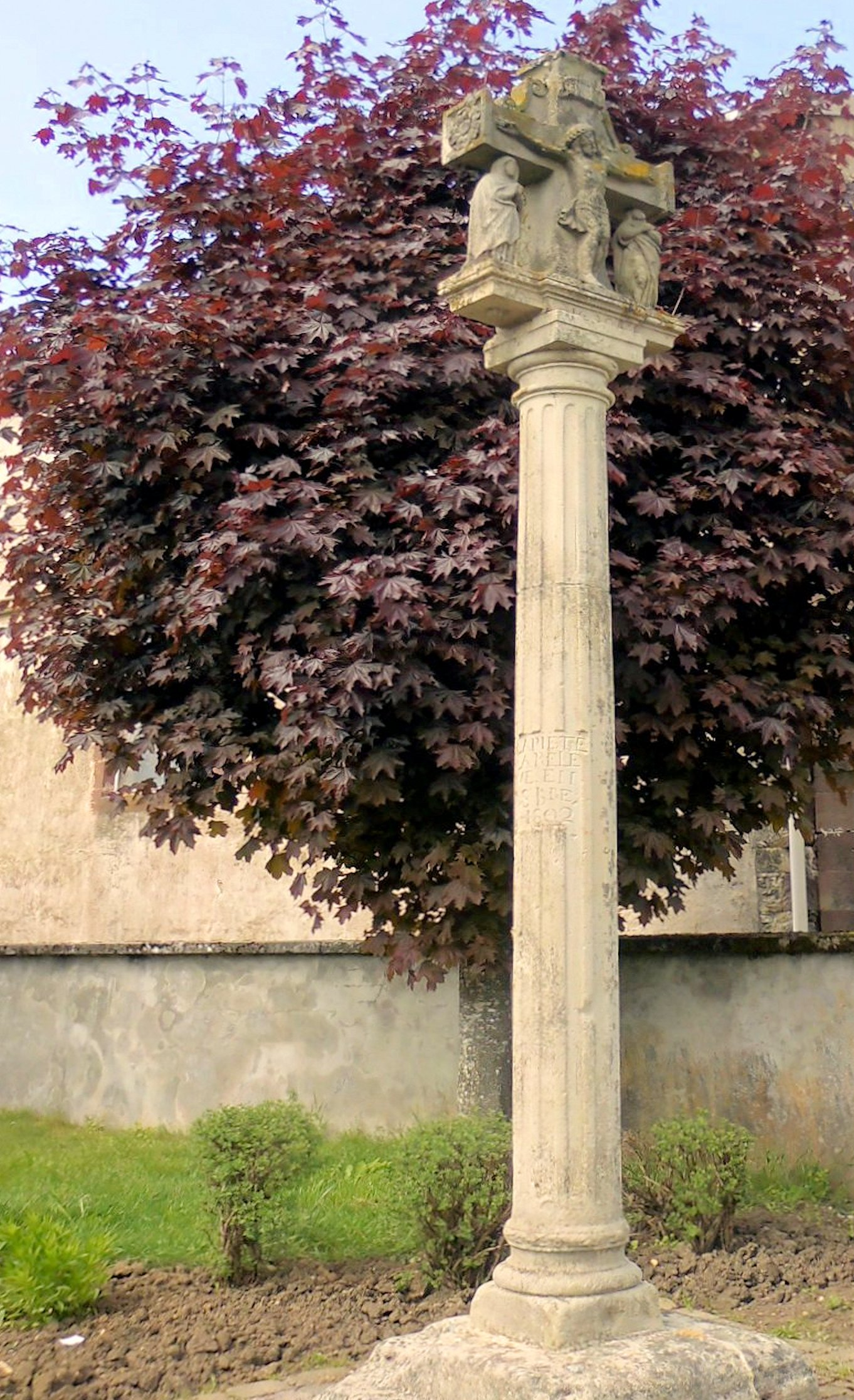
Monumentalkreuz
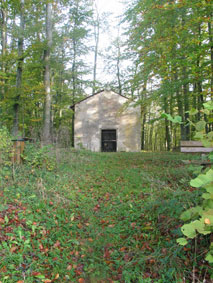
Kapelle von Rabiémont

## Wirtschaft und Infrastruktur
In der Gemeinde sind vier Landwirtschaftsbetriebe ansässig (Milchwirtschaft, Zucht von Rindern, Schafen und Ziegen).
Durch die Gemeinde Essegney führt die Fernstraße D 32 von Charmes nach Rambervillers. In der nahen Stadt Charmes besteht ein Anschluss an die autobahnartig ausgebaute RN 57 von Nancy nach Épinal. Der anderthalb Kilometer von Essegney entfernte Bahnhof Charmes liegt an der Bahnstrecke Blainville-Damelevières–Lure.

## Belege
1. ↑  http://villers/ auf vosges-archives.com. (PDF; 37 kB) Archiviert vom Original (nicht mehr online verfügbar) am 4. März 2016; abgerufen am 1. November 2010 (französisch).  Info: Der Archivlink wurde automatisch eingesetzt und noch nicht geprüft. Bitte prüfe Original- und Archivlink gemäß Anleitung und entferne dann diesen Hinweis.
2. ↑  Villers auf cassini.ehess
3. ↑  Villers auf INSEE
4. ↑  Croix1 in der Base Mérimée des französischen Kulturministeriums (französisch)
5. ↑  Landwirtschaftsbetriebe auf annuaire-mairie.fr (französisch)